# Glen
Glen (sydsamiska: Klïere el. Glijre) är ett sameviste i Ovikens distrikt (Ovikens socken) i Bergs kommun som ligger i Arådalen i Oviksfjällen, Jämtland.
Glen fick bilväg 1961 och den byggdes av Gunnar Sjöstedts mannar och invigdes slutligen av dåvarande landshövdingen Tottie. I dag består vistet av 3 familjer. Invid Glen finns en renskiljningssplats (slaktplats).
Glen ligger inom Tåssåsens samebys område.